# Normanella tenuifurca
Normanella tenuifurca is een eenoogkreeftjessoort uit de familie van de Normanellidae. De wetenschappelijke naam van de soort is voor het eerst geldig gepubliceerd in 1909 door Sars G.O..